# Periodo Hakuhō

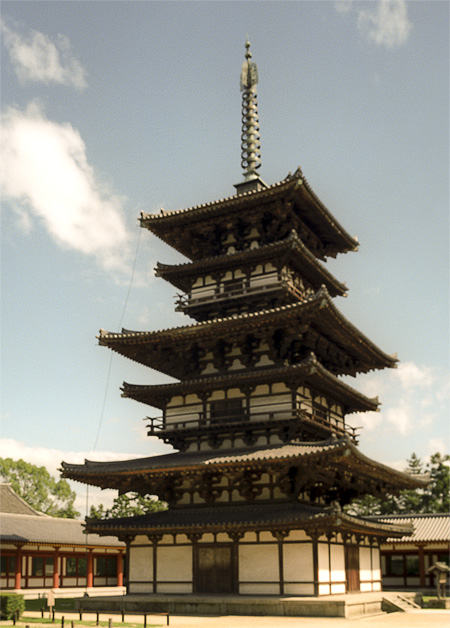
La pagoda di Yakushi-ji, un tempio buddhista costruito durante il periodo Hakuhō.

Il periodo Hakuhō (白鳳時代?, hakuhō jidai, letteralmente "fenice bianca") era il nome non ufficiale dell'era del Giappone (年号,?, nengō, letteralmente "nome dell'anno") dell'imperatore Tenmu dopo Hakuchi e prima di Suchō.  La durata di questo periodo va dal 673 al 686.